# Titixe
Titixe es una película documental mexicana de 2018 dirigida y fotografiada por Tania Hernández Velasco que presenta los esfuerzos de una madre y su hija por cultivar frijol por última vez en el terreno familiar. El título de la película es referencia a la manera en la que, en el centro de México, se refieren a los restos de la cosecha que puede recogerse por gente sin tierras propias. El documental ganó dos premios en FICUNAM: Selección TV UNAM y Estímulo Churubusco UNAM en 2019.
Tuvo su estreno en el Festival del Cine de Roma en noviembre del 2018, en el Festival de Málaga del 2019, donde ganó la Mención Especial del Jurado en la Selección Oficial de Documentales, y en salas mexicanas en julio de 2021. En 2020, fue seleccionada por un grupo de 27 especialistas en cine convocados por Sector Cine dentro de la lista "Las 100 mejores películas mexicanas de la historia" en el puesto 93.

## Argumento
Tras el fallecimiento del último campesino de una familia mexicana, en Guadalupe Victoria, Puebla, se pierde la sabiduría para trabajar la tierra. Enfrentando la decisión de su viuda de vender el terreno, una mujer y su hija intentarán realizar una última siembra para convencerla de quedarse con el terreno familiar.

## Reparto
- Yolanda Velasco
- Concepción Juárez
- Abel Velasco

## Reconocimientos
| Año  | Festival                             | Premio                                           | Fuente |
| ---- | ------------------------------------ | ------------------------------------------------ | ------ |
| 2018 | Festival de Málaga                   | Mención Especial del Jurado                      | [ 5 ]  |
| 2019 | FICUNAM                              | Selección TV UNAM                                | [ 8 ]  |
| 2019 | FICUNAM                              | Estímulo Churubusco UNAM                         | [ 8 ]  |
| 2019 | Full Frame Documentary Film Festival | Premio Charles E. Guggenheim a Artista Emergente | [ 9 ]  |
| 2021 | Ecozine Film Festival                | Mención Especial del Jurado                      | [ 10 ] |